# Područje oko špilje Gradusa
Područje oko špilje Gradusa este o arie protejată (sit de importanță comunitară — SCI) din Croația întinsă pe o suprafață de 1.811,35 ha, integral pe uscat.

## Localizare
Centrul sitului Područje oko špilje Gradusa este situat la coordonatele 45°19′33″N 16°26′27″E / 45.325905°N 16.44085°E.

## Înființare
Situl Područje oko špilje Gradusa a fost declarat sit de importanță comunitară în iulie 2013 pentru a proteja 6 specii de animale.

## Biodiversitate
Situată în ecoregiunea continentală, aria protejată conține 1 habitat natural: Peșteri inaccesibile publicului.
La baza desemnării sitului se află mai multe specii protejate de  mamifere (6): liliac cu aripi lungi (Miniopterus schreibersii), liliac cărămiziu (Myotis emarginatus), liliac comun (Myotis myotis), liliacul mediteranean cu potcoavă (Rhinolophus euryale), liliacul mare cu potcoavă (Rhinolophus ferrumequinum), liliacul mic cu potcoavă (Rhinolophus hipposideros).
Pe lângă speciile protejate, pe teritoriul sitului au mai fost identificate 1 specie de mamifere.